# VARA's Zoekplaatje
VARA's Zoekplaatje was een radioprogramma van de VARA dat van 1976 tot en met 1981 werd uitgezonden op de vaste VARA-dinsdag op Hilversum 3 van 12:00 tot 14.00 uur maar ook enige tijd van 11.00 tot 13.00 uur. Het programma werd gepresenteerd door Felix Meurders. De zoekplaatjes waren altijd doorlopend genummerd en werd aangekondigd als bijvoorbeeld Zoekplaatje 304. Zoals de titel van het programma al vermeldt, moesten de kandidaten aan de hand van een cryptische omschrijving op zoek moesten gaan naar de titel van een bepaalde plaat. Daarna werden, indien men de titel nog niet had geraden, nog enkele aanwijzingen gegeven. Had men de titel van de plaat dan juist geraden dan ontving de kandidaat een prijs en daarna werd de betreffende plaat gedraaid. 
Werd de titel van de plaat in het geheel niet geraden dan konden de luisteraars een briefkaart inzenden waarna er een winnaar werd getrokken die dan de week daarop de prijs kreeg. De plaat werd dan ook gedraaid.
In het jaarlijkse live programma VARA's Lijn 3 werd het spel live met het publiek gespeeld. 
Op het halve uur was er de actualiteitenrubriek Dingen van de dag.
Het programma werd op 7 april 1981 vervangen door Het VIP-spel eveneens gepresenteerd door Meurders. 